# Corisella inscripta
Corisella inscripta är en insektsart som först beskrevs av Philip Reese Uhler 1894.  Corisella inscripta ingår i släktet Corisella och familjen buksimmare. Inga underarter finns listade i Catalogue of Life.